# Джули Кейтлин Браун
Джули Кейтлин Браун е американска телевизионна и театрална актриса, родена на 27 януари 1961 г. в Сан Франциско, Калифорния. Тя взима участие в телевизионни сериали като „Военна прокуратура“, „Бевърли Хилс 90210“, „Стар Трек: Следващото поколение“ и „Стар Трек: Космическа станция 9“. Театралните участия на Браун включват постановките „Исус Христос суперзвезда“ и „Гранд Хотел“.